# Boreacola vadosa
Boreacola vadosa is een tweekleppigensoort uit de familie van de Lasaeidae. De wetenschappelijke naam van de soort is voor het eerst geldig gepubliceerd in 1979 door F.R. Bernard.